# Rowlesburg
Rowlesburg est une ville américaine située dans le comté de Preston dans l'État de Virginie-Occidentale. En 2010, sa population était de 584 habitants.
D'abord appelée Vicksburg, la ville prend le nom de Rowlesburg au milieu du XIXe siècle en hommage au capitaine Rowls, ingénieur de la Baltimore and Ohio Railroad.